# بخش سنگر
بخش سنگر یکی از بخش‌های شهرستان رشت در استان گیلان در شمال ایران است.

## تقسیمات کشوری
- بخش سنگر 
  - دهستان اسلام آباد (رشت)
  - دهستان سراوان
  - دهستان ویشکاننک (رشت)

شهرها: سنگر

## جمعیت
بنابر سرشماری مرکز آمار ایران، جمعیت بخش سنگر شهرستان رشت در سال ۱۳۸۵ برابر با ۵۷،۵۹۳ نفر بوده است.